# Premna parvilimba
Premna parvilimba là một loài thực vật có hoa trong họ Hoa môi. Loài này được C.Pei miêu tả khoa học đầu tiên năm 1932.